# Дисковая операционная система
1. перенаправление DOS